# Verethragna
Verethragna (Vərəθraγna), středopersky Vahrám či Bahrám, je perský bůh války náležející mezi jazaty. Představuje pozitivní protějšek védského Indry, zatímco negativním je daéva – démon Indara. Později byl ztotožněn s planetou Mars.
Jméno Verethragna, stejně jako arménské Vahagn Višapakagh,  odpovídá sanskrtskému Vrtrahán „zabiják Vrtry“, kterým je titulován především Indra, který přemohl hada Vrtru. Vzhledem k tomu že jméno Vrtra vychází z vṛtám „překážka, odpor“ může toto jméno také znamenat jednoduše „zabiják nepřátel“ či „vítěz“.
Verethragnovi je v Avestě věnován Varhránjašt obsahují šedesátčtyři jaštů – hymnů, jeden z nich obsahuje následující popis tohoto božstva:
| „ | K němu se přihnal Verethragna, stvořený Ahurou nejprve v podobě chrabého sličného Větru (Váta) stvořeného Mazdou, přinesl dobrý nimbus (chvarena), Mazdou stvořený, Mazdou stvořený nimbus, léčivou sílu a zdatnost. A jemu pravil ten přesilný: ‚Nejsilnější jsem já silou, nejvítěznější jsem vítězstvím, nejnádhernější jsem nimbem, nejpříznivější jsem přízní, nejužitečnějším jsem užitkem, nejléčivější jsem léčivou silou. Chci tedy přemoci nepřátelství všech nepřátel, nepřátelství daévů, lidí, čarodějů a čarodějek, kavijských a karapských tyranů‘ | “ |

Kromě podoby Větru na sebe Verethragana v dalších hymnech přijímá podobu býka, koně, velblouda, kance, mladíka, havrana či vrány (várengan), berana, kozla a válečníka. Pero z jeho ptačí podoby mělo zajistit nositeli ochranu a zahánět nepřátele, čímž se podobá pozdějšímu mytickému ptáku Símurgovi.